# Лукович, Андрия
Андрия Лукович (серб. Андрија Луковић / Andrija Luković, родился 24 октября 1994 в Белграде) — сербский футболист, атакующий полузащитник азербайджанского клуба «Зиря».

## Карьера

### Клубная
Воспитанник школы клуба «Рад» (Белград), в клубе с 2012 года. Провёл один сезон в аренде в составе команды БАСК.
В августе 2014 года перешёл в нидерландский ПСВ, подписав с клубом трёхлетний контракт.
В июне 2016 года перешёл в «Црвену Звезду».

### В сборной
В сборной дебютировал в 2013 году на чемпионате Европы (в элитном раунде). Отметился забитым голом в элитном раунде в матче против команды Словакии и помог команде выйти в финальную часть. В групповом этапе забил гол в первом же матче в ворота команды Турции и заработал в том же матче жёлтую карточку. Вторую карточку получил в матче против Франции, из-за чего пропустил полуфинал против Португалии, однако Сербия вышла в финал. В финальном матче против той же Франции Андрия забил победный гол на 57-й минуте и принёс сборной первое чемпионство в истории.